# Trematodon novae-hannoverae
Trematodon novae-hannoverae är en bladmossart som beskrevs av C. Müller 1883. Trematodon novae-hannoverae ingår i släktet tranmossor, och familjen Bruchiaceae. Inga underarter finns listade i Catalogue of Life.